# Deux arabesques
Deux arabesques (Due arabeschi), L. 66, sono due composizioni per pianoforte scritte da Claude Debussy tra il 1888 e il 1891, quando non aveva ancora trent'anni.

## Storia
Debussy completò all'inizio del 1891 i Deux arabesques; l'ispirazione per questi due brevi pezzi potrebbe essergli venuta dagli ambienti artistici, soprattutto l'interesse per le decorazioni di Hokusai, e dalla frequentazione dei "martedì" di Mallarmé. In musica l'arabesque è una breve composizione, raffinata, sinuosa e arricchita da abbellimenti; senza dubbio Debussy aveva ben presente l'Arabeske di Robert Schumann che per altro sapeva suonare molto bene. Come nell'Art Nouveau gli arabeschi musicali sono delle linee melodiche decorative generalmente eseguite al pianoforte dalla mano destra e sostenute da un'armonia in linea di massima assai semplice. Sebbene sia un lavoro piuttosto precoce, gli Arabesques contengono suggerimenti sullo sviluppo dello stile musicale di Debussy. Queste composizioni sono alcuni dei primissimi brani musicali impressionistici che seguono la forma dell'arte visuale francese. Debussy sembra vagare attraverso modalità e chiavi e realizza scene evocative attraverso la musica. La sua visione di un arabesque musicale era quella di una linea curva che rispecchiava la celebrazione delle forme della natura realizzate dagli artisti dell'Art Nouveau dell'epoca. Dell'arabesco nella musica barocca, scrisse:
Debussy riuscì a vendere le sue due composizioni all'editore Durand per duecento franchi. Furono eseguite per la prima volta a Parigi il 23 maggio 1894 alla Société National de Musique; in seguito il musicista, tra il 1906 e il 1912, trascrisse più volte i due brani sperando di realizzare qualcosa di più dalla vendita degli spartiti, visto che nei primi anni successivi alla pubblicazione ne furono vendute soltanto 400 copie.

## Analisi
Ai due arabeschi vengono date queste indicazioni di tempo:
1. Andantino con moto
2. Allegretto scherzando

### Arabesque n. 1
Andantino con moto
Questo arabesque è nella chiave di Mi maggiore. Il pezzo inizia con il parallelismo di triadi nella prima inversione, una tecnica di composizione molto usata da Debussy e da altri impressionisti che risale alla tradizione del falso bordone. Conduce in una sezione più ampia che inizia con un arpeggio della mano sinistra in mi maggiore e una progressione pentatonica mi maggiore discendente della mano destra.
La seconda sezione B più sommessa è in La maggiore, a partire da un movimento (Mi-Re-Mi-Do diesis), passando brevemente attraverso il Mi maggiore, tornando al La maggiore e terminando con un'esposizione audace di una serie musicale Mi-Re-Mi-Do naturale, ma trasportato nella chiave di Do maggiore e suonato forte.
Nel mezzo della ricapitolazione della sezione A, la musica si sposta su un registro più alto e scende, seguita da una grande scala pentatonica che sale e scende e si risolve di nuovo in Mi maggiore.

### Arabesque n. 2.
Allegretto scherzando
Il secondo arabesque in sol maggiore presenta un tempo notevolmente più veloce e vivace ed è armonicamente un po' più complesso. Si apre con gli accordi della mano sinistra e i trilli della mano destra. Il brano effettua diverse trasposizioni ed esplora un registro più basso del pianoforte. Ancora una volta notevole è un accenno della scala pentatonica. Si chiude in modo simile al primo arabesque. Lo stile ricorda più da vicino alcune delle opere successive di Debussy.